# Карпеній-де-Сус
Карпеній-де-Сус (рум. Carpenii de Sus) — село у повіті Алба в Румунії. Входить до складу комуни Шпрінг.
Село розташоване на відстані 254 км на північний захід від Бухареста, 13 км на південний схід від Алба-Юлії, 87 км на південь від Клуж-Напоки.